# Devise (phrase)
Pour les articles homonymes, voir Devise.

Dieu et mon droit est la devise des souverains du Royaume-Uni de Grande-Bretagne et d'Irlande du Nord.

Une devise est une phrase courte ou une expression symbolique décrivant les motivations ou les intentions d'un individu, d'un groupe social, d'une organisation ou d'une institution, qui la choisit pour suggérer un idéal, comme règle de conduite ou pour rappeler un passé glorieux.

## Exemples
Voici quelques devises :

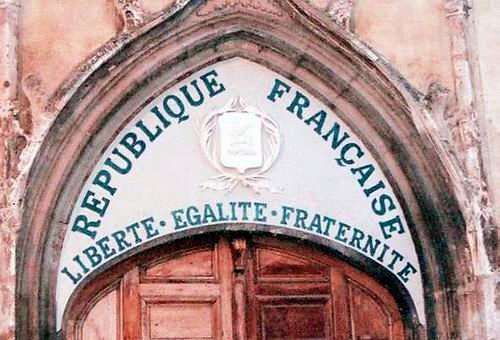
La devise Liberté, Égalité, Fraternité.
Tympan de l'église d'Aups, dans le Var.

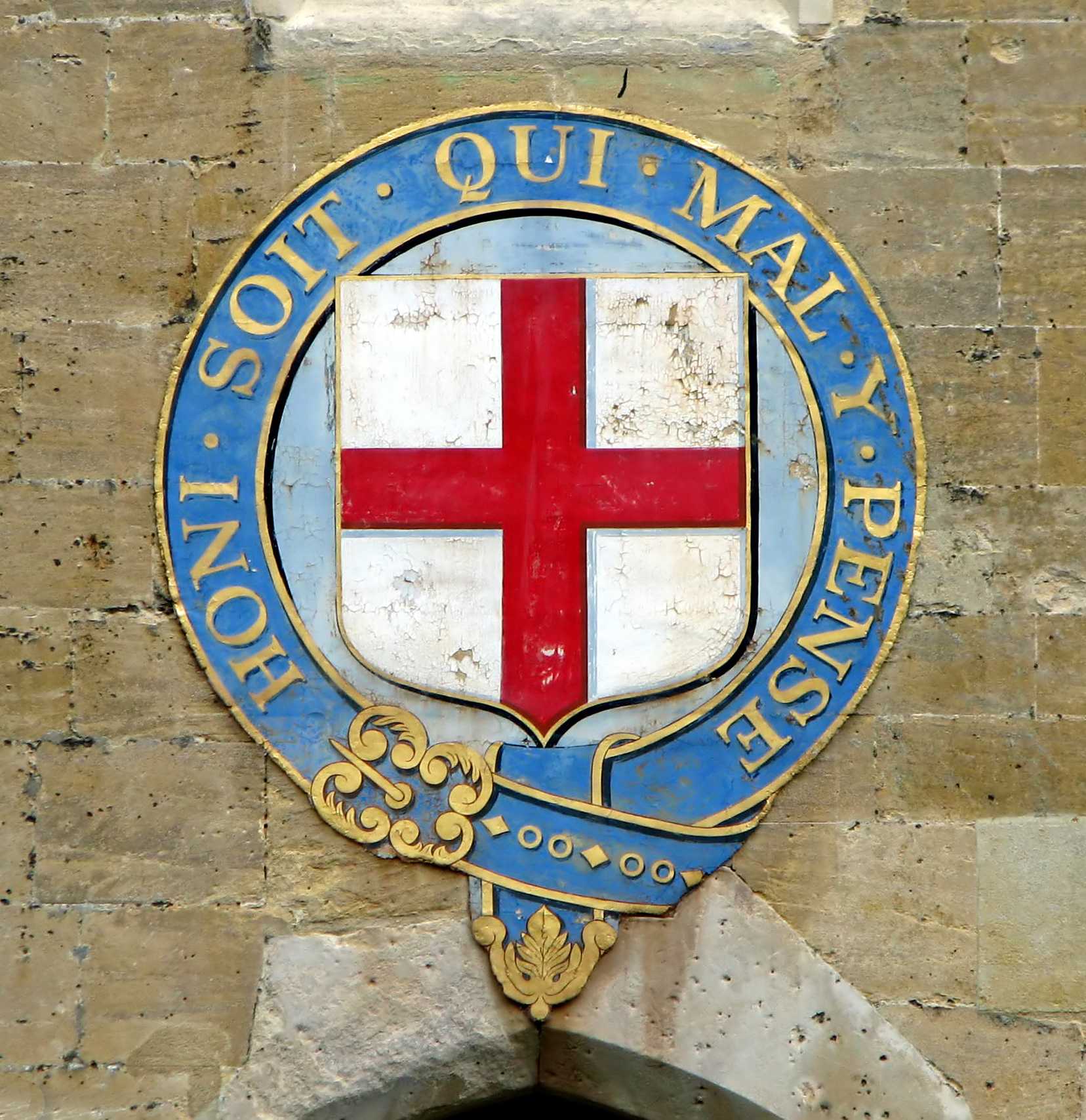
Honi soit qui mal y pense : emblème de l'ordre de la jarretière au château de Windsor.

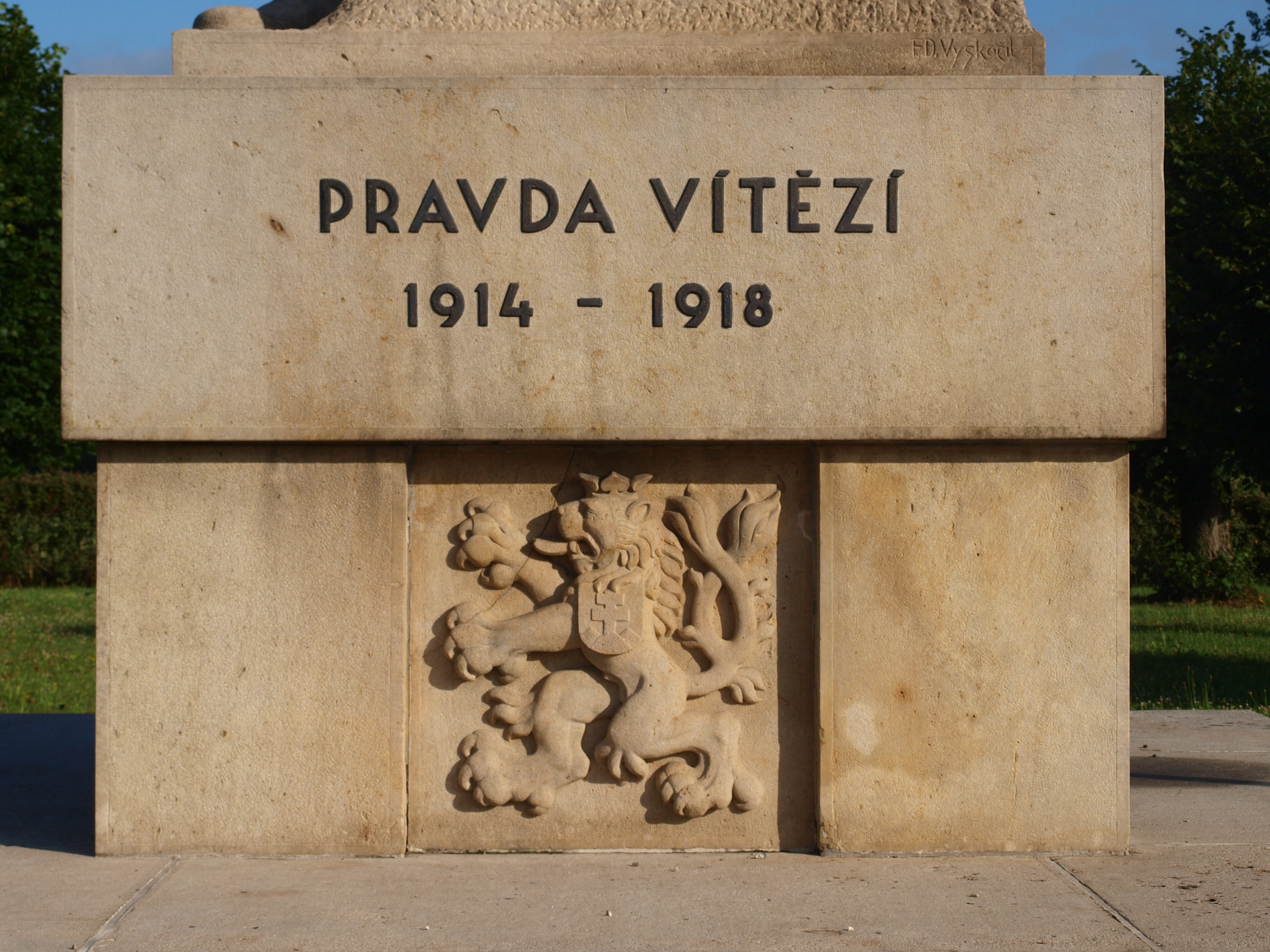
Pravda vítězí, la devise de la république tchèque.

- France et  Haïti : « Liberté, Égalité, Fraternité » ;
- Algérie : « Par le Peuple et pour le Peuple »[1] ;
- Maroc : « Dieu, la nation, le roi » (Allah, Al watan, Al Malik)[2],[3] ;
- Royaume-Uni : « Dieu et mon droit » est la devise du souverain du Royaume-Uni ; et « Honi soit qui mal y pense » est celle de l'ordre de la Jarretière, dont le souverain est le grand-maître ;
- Belgique : « L'union fait la force », qui est aussi la devise de  l'Acadie, et, dans d'autres langues, de  l'Angola, de  la Bulgarie, de  la Malaisie et de Brooklyn (voir l'article correspondant pour d'autres utilisations) ;
- Suisse : « Unus pro omnibus, omnes pro uno » est la devise traditionnelle de la Suisse, bien que non officielle ; traduit par « Einer für alle, alle für einen » en allemand, « Un pour tous, tous pour un » en français et « Uno per tutti, tutti per uno » en italien ;
- Pays-Bas : « Je maintiendrai » ;
- Brésil : « Ordem e Progresso », signifiant « Ordre et progrès » ;
- Espagne : « Plus ultra », signifiant « Encore au-delà » ;
- États-Unis : « In God We Trust », signifiant « En Dieu nous croyons » ou encore « E pluribus unum » qui signifie « De plusieurs, un seul »[4] ;
- Canada : « A mari usque ad mare », signifiant « D'un océan à l'autre »[5] ;
- Québec : « Je me souviens » ;
- Ville de Paris: « Fluctuat nec mergitur », signifiant  « Il est battu par les flots, mais ne sombre pas » ;
- Tchéquie : « Pravda vítězí », signifiant « La vérité vaincra » ; c'est aussi l'ancienne devise de  la Tchécoslovaquie ;
- Monaco : « Deo juvante », locution latine signifiant « Avec l’aide de Dieu » ;
- Allemagne : «  Einigkeit und Recht und Freiheit », signifiant « Unité, Droit et Liberté » ;
- Union européenne : « In varietate concordia » (« Unie dans la diversité »)[6] ;
- Burundi : « Ubumwe Ibikogwa Amajambere », signifiant « Unité, Travail, Progrès » ;
- Mouvement anarchiste : « Ni dieu ni maître ».

## Héraldique
En héraldique, une devise est souvent représentée dans des armoiries, la plupart du temps sur un listel situé au-dessous de l'écu, tandis que les cris de guerre sont placés en dessus.